# فيكتور كونتريرز
فيكتور كونتريرز (بالإسبانية: Víctor Contreras)‏ هو مجدف تشيلي، ولد في 24 يونيو 1961.

## وصلات خارجية
- فيكتور كونتريرز على موقع الاتحاد الدولي للتجديف (الإنجليزية)
- فيكتور كونتريرز على موقع اللجنة الأولمبية الدولية (الإنجليزية)
- فيكتور كونتريرز على موقع أوليمبيديا (الإنجليزية)